# Sen dusz
"Sen dusz" lub, prawidłowo Czuwanie dusz (gr.: Psychopannychia "Całonocny bankiet dusz") – to pierwszy traktat teologiczny, napisany przez Jana Kalwina w 1534.
Podtytuł dzieła brzmi: Traktat, w którym dowiedzione jest, iż dusze czuwają i żyją po wyjściu z ciała, który skierowany jest przeciwko błędowi kilku ignorantów, mniemających, że śpią one aż do ostatniej chwili.
Psychopannychia - qua refellitur quorundam imperitorum error qui animas post mortem usque ad ultimum iudicium dormire putant.(Strasbourg 1542)
Psychopannychia - traitte par lequel est prouvé que les ames veillent et vivent après qu'elles sont sorties des corps contre l'erreur de quelques ignorans qui pensent qu'elles dorment jusques au dernier jugement. (Geneva, Conrad Badius, 1558)
W oryginalnym tytule, termin Psychopannychia (Całonocny bankiet dusz) odnosi się do przekonania Kalwina, a nie do snu duszy.
Kalwin napisał ten traktat przeciwko doktrynie anabaptystów i innych, którzy wyznawali mortalizm, czyli przekonanie, że dusze zmarłych śpią aż do dnia Sądu Ostatecznego. Kalwin bronił tradycyjnego przekonania, że dusza po śmierci jest świadoma swojego przeszłego życia. Jednocześnie odrzucił katolicką koncepcję czyśćca i modlitw wstawienniczych za zmarłych, uznając jest za "niebiblijne" i przeciwne "wszechmocy Boga".
Traktat został napisany po łacinie, francuskie tłumaczenie ukazało się w 1558.